# 黄凯

黄凯

黄凯（1944年—）是一位越南裔美国企业家。

## 生平
1944年出生于法属印度支那广治省肇丰县，1949年父亲过世后被叔叔带去西贡生活，后在一所大学攻读工程学。四三〇事件后移民美国。在美国雅培工作一段时间后成立凯吉集团并担任董事长，从事医疗血浆相关生产。1988年在上海成立上海莱士血制品公司并担任总裁，持股37%。2013年该公司在深圳证券交易所挂牌上市使其财富大增，2014年6月22日旗下黄凯酒庄收购位于美国加州纳帕谷的酒庄，同时在上海外滩华尔道夫酒店签约李冰冰宣布进军葡萄酒行业。

## 家庭
有两任妻子和五个孩子，目前居住在洛杉矶。

## 财富
2014年《福布斯》显示其财富约为38亿美元。

## 荣誉
1999年获得上海市荣誉市民称号。